# Frederique van Hoof
Frederique van Hoof, née le 17 février 2001, est une pongiste handisport néerlandaise concourant en classe 8. Elle est vice-championne paralympique par équipes avec Kelly van Zon aux Jeux de 2020.

## Biographie
Van Hoof est victime d'une hémorragie cérébrale à la naissance qui la laisse avec des spasmes aux bras et à la jambe gauche. Elle commence le tennis de table à l'âge de 10 ans.
Elle fait ses études à l'Université Radboud de Nimègue.

## Carrière
Qualifiée aux Jeux paralympiques d'été de 2020 grâce à une wild card, elle remporte la médaille d'argent par équipes avec sa compatriote Kelly van Zon.

## Palmarès

### Jeux paralympiques
- médaille d'argent par équipes classe 4-5 aux Jeux paralympiques d'été de 2020 à Tokyo